# Henri Van Lerberghe
Pour les articles homonymes, voir Van Lerberghe.
Henri Van Lerberghe, né le 29 janvier 1891 à Lichtervelde et mort le 10 avril 1966 dans la même commune, est un coureur cycliste belge. Professionnel de 1910 à 1923, il a notamment remporté le Tour des Flandres en 1919 et une étape du Tour de France 1913.

## Biographie
Henri Van Lerberghe est surnommé « Le coureur de la mort de Lichtervelde » (en néerlandais : Den Doodrijder Van Lichtervelde), car au début de la plupart des courses il annonce à ses adversaires qu'il va les conduire à la mort. Van Lerberghe a pour habitude d'attaquer en début de course, ce qui le rend populaire auprès les fans de cyclisme, mais lui coûte beaucoup d'énergie et lui permet rarement de suivre les meilleurs à la fin de la course.
Lors du Tour de France 1913, Van Lerberghe est inscrit dans la catégorie des cyclistes isolées, ce qui signifie qu'il ne fait pas partie d'une équipe, mais court en individuel. Lors de la cinquième étape, les cyclistes individuels partent avec quinze minutes de retard sur les cyclistes en équipe. Les individuels parviennent à faire la jonction en raison du rythme très lent des leaders. Van Lerberghe termine devant le Belge Pierre Everaerts et remporte l'étape.
Avant le départ du Tour des Flandres 1919, Henri Van Lerberghe déclare sûr de lui au peloton qu'il allait lâcher tout le monde et s'imposer en solitaire. Van Lerberghe attaque alors qu'il reste encore 120 km à parcourir avec vent de face, dans ce qui ressemble à une attaque sans aucune chance de réussite. Au cours de son périple, il aperçoit un assistant avec un sac de nourriture prévu pour Marcel Buysse, puis le convainc de l'abandon de Buysse pour récupérer la nourriture. Plus tard, il doit poser pied à terre car un train est arrêté à un passage à niveau. Van Lerberghe n'attend pas le départ du train et décide d'entrer d'un côté dans un wagon avec son vélo pour sortir de l'autre côté. Juste avant d'entrer dans le vélodrome pour l'arrivée, Van Lerberghe s'arrête dans un bar pour prendre quelques bières. Son manager, paniqué qu'il manque une chance de victoire, se met à sa recherche et le fait revenir sur son vélo. Il atteint la ligne d'arrivée avec une marge de 14 minutes, la plus grande marge dans l'histoire du Tour des Flandres. Après avoir franchi la ligne et fait son tour d'honneur, Van Lerberghe déclare dans la foule et, en toute sincérité : « Rentrez chez vous; J'ai une demi-journée d'avance sur le peloton »,.
Une plaque rend hommage à son succès sur le Tour des Flandres dans sa ville de Lichtervelde.

## Palmarès sur route
- 1910
  - 3e du Championnat des Flandres
- 1912
  - Tielt-Anvers-Tielt
- 1913
  - 5e étape du Tour de France
- 1914
  - 2e du Tour des Flandres
- 1919
  - Tour des Flandres
  - 3e du Circuit des Champs de Bataille
- 1920
  - 2e du Championnat des Flandres

## Résultats sur le Tour de France
2 participations
- 1913 : abandon (7e étape), vainqueur de la 5e étape
- 1914 : abandon (4e étape)